# Bezprym
Bezprymⓘ (ur. 986 lub 987, zm. 1032) – książę Polski od 1031 do 1032. W 1031 roku przejął władzę po niemiecko-ruskim ataku na Polskę. Według źródeł władca odznaczający się niezwykłym okrucieństwem. Zmarł zamordowany wiosną 1032. Za jego czasów być może miała miejsce tzw. reakcja pogańska.
Bezprym należy, razem z Wacławem III, do grupy władców Polski najczęściej pomijanych na listach takich władców, co zostało opisane jako forma damnatio memoriae.

## Wzmianki o Bezprymie
Istnieją jedynie trzy wzmianki o życiu Bezpryma.
- Thietmar z Merseburga zanotował, że Bolesław Chrobry pojął za żonę Węgierkę, z którą miał syna Bezpryma, lecz i tę również przepędził[4];
- Roczniki hildesheimskie mniejsze pod rokiem 1031 zawierają zapis: A ten Mieszko po miesiącu przez brata swojego Bezbriema został wygnany gwałtownym najazdem i zmuszony do ucieczki do Udalryka, do Czech. Ów zaś Bezbrim przesłał cesarzowi koronę wraz z innymi regaliami, które jego brat niesłusznie sobie przywłaszczył i w pokornej prośbie przez posłów swoich obiecał poddać się cesarzowi[5];
- Roczniki hildesheimskie mniejsze pod rokiem 1032 zawierają zapis: w tym roku Bezbriem, z powodu najstraszniejszej srogości swego tyraństwa, został zabity przez swoich, nie bez knowań braci (hoc anno Bezbriem ob inmanissimam tirannidis suae sevitiam a suis, et etiam non sine fratrum Suorum machinatione, interfectus est)[5].

## Imię Bezpryma
W źródłach Bezprym pojawia się jako: Besprim (Kronika Thietmara), Bezbriem (Roczniki hildesheimskie i Roczniki altajskie) oraz Besfrim w pośrednim źródle (Annalista Saxo). Imię to wśród polskich elit wcześniej nie występowało, znane jest natomiast ze źródeł czeskich, gdzie pojawia się w formach: Bezprim, Bezprem, Bezperem. Według jednej z hipotez było to imię słowiańskiego pochodzenia, którego współczesna forma brzmiałaby prawdopodobnie Bezprzem. Według Aleksandra Brücknera prawidłową postacią jego imienia jest Bezprzem, gdzie drugi człon „przem” pochodzi od zapomnianego słowa „przem, przemy” – szczery, otwarty, prosty (stąd wywodzi się słowo uprzejmy); człon „przem” występuje też w imieniu Przemysław. Od imienia Bezprzem pochodzi nazwa miasta Veszprém, gdzie w angielskiej i słowackiej wersji Wikipedii podano znaczenie tego imienia (uparty, pewny siebie, bezczelny). Ze względu na przyjętą w historiografii tradycję i niemożliwość ustalenia z całą pewnością prawidłowej wersji imienia, do dziś używa się formy Bezprym, mimo że wymaga ono zapewne emendacji.
W starszej historiografii często łączono postacie dwóch synów Bolesława Chrobrego: Ottona i Bezpryma, lub przypisywano Bezprymowi drugie imię Otto. Marian Gumowski sugerował dodatkowo na podstawie zabytków numizmatycznych, że ten „łączony” książę mógł sprawować rządy namiestnicze w Czechach w 1003. Teorie te opierały się na kronice Wipona, w której opisany jest tylko jeden brat Mieszka II – Otton. Współcześni historycy przyjmują jednak, że w rzeczywistości chodziło o Bezpryma, a autor popełnił błąd, utożsamiając ze sobą te dwie postacie.

## Pochodzenie i młodość
Bezprym był najstarszym synem Bolesława Chrobrego i jego drugiej żony, nieznanej bliżej Węgierki. W starszej literaturze matka Bezpryma uchodziła za córkę księcia Gejzy i do tego poglądu przychyla się część badaczy. Najnowsze badania węgierskich historyków oraz Błażeja Śliwińskiego wskazują na to, że matka Bezpryma mogła być córką księcia Siedmiogrodu Gyuli.
O ile istnieje sporo informacji na temat młodości drugiego syna Bolesława Chrobrego, Mieszka II, o tyle o pierwszych dekadach życia Bezpryma nie wiadomo niemal nic. Stąd wniosek, że na następcę tronu wyznaczono Mieszka, który już za życia ojca przejawiał aktywność polityczną. 
Wg niektórych badaczy Bezprym został przewidziany do życia zakonnego. Świadczy o tym Żywot św. Romualda, eremity z Pon Petri pod Rawenną. Podano w nim, że u świętego przebywał syn księcia polskiego, który około 1001 roku podarował mu konia. Zapis ten niektórzy badacze odnoszą do Bezpryma, ale Dariusz Andrzej Sikorski, uznaje, że wzmianka ta jest zbyt enigmatyczna, by wiązać ją z Bezprymem i mogła odnosić się do nieślubnego syna któregoś z polskich książąt. W niektórych starszych opracowaniach można było spotkać się z poglądem, że tym eremitą był albo Lambert, najmłodszy syn Mieszka I, albo nieznany źródłom rzekomy syn Bolesława Chrobrego z pierwszego małżeństwa.
Z Żywota wyciąga się także inny, pośredni wniosek: Bezprym prawdopodobnie przyjmował nauki u św. Romualda, co wskazuje że w momencie przejęcia władzy był człowiekiem wykształconym.
Istnieje hipoteza, że Bezprym był żupanem węgierskiego grodu Vesprim alias Bezprem (obecnie Veszprém).

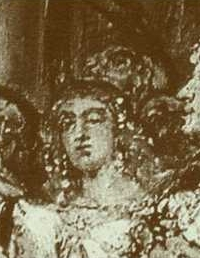
Bezprym

Niektórzy przypuszczają też, że Bezprym był obecny przy koronacji ojca.

## Przejęcie władzy
Prawdopodobnie po przejęciu władzy przez Mieszka II, jego dwaj bracia przez krótki czas przebywali w Polsce. Mieszko miał wygnać Bezpryma, a zapewne także Ottona w 1030, kiedy wykrył, że spiskowali oni przeciw niemu z cesarzem Konradem II (z którym prowadził wojnę).
Prawdopodobnie to Bezprym wykorzystał jako pierwszy niepowodzenia wojenne i słabą pozycję Mieszka II (a także według jednej z hipotez, zmontował zwróconą przeciwko niemu koalicję niemiecko-ruską). W 1031, gdy na zachodniej granicy Mieszko II bronił się przed kolejną wyprawą Konrada II, na tereny wschodnie wkroczyli w imieniu Bezpryma (przypuszczalnie sprzyjającego lub niezamierzającego przeciwdziałać reakcji pogańskiej) książęta ruscy – Jarosław Mądry i Mścisław Chrobry. Mieszko II zajęty obroną Łużyc, a zarazem pozbawiony sojuszników, w konsekwencji nie miał możliwości odparcia drugiego ataku i uciekł z kraju, udając się do Czech. Tam został uwięziony i okaleczony na polecenie księcia Oldrzycha. Jarosław Mądry przyłączył do Rusi Grody Czerwieńskie, zaś na tron polski wstąpił Bezprym. Być może dotarł on do Wielkopolski wraz z przydzielonym mu oddziałem ruskim. Bezpośrednia interwencja wojsk Jarosława w centralnych prowincjach kraju, mająca na celu osadzenie nowego księcia na tronie, nie znajduje jednak potwierdzenia źródłowego. Niewykluczone, że przejmując władzę Bezprym posłużył się atrakcyjnymi dla ludności państwa hasłami antykościelnymi. Niektórzy badacze przyjmują, że mógł on nawet stanąć na czele tzw. reakcji pogańskiej.
W dawniejszej historiografii pojawiała się obecnie raczej negowana teza o rzekomym mnichostwie Kazimierza Odnowiciela. Stanowiła ona jeden z argumentów, mających podpierać hipotezę o współpracy Rychezy i Bezpryma (Mieszko II zgodnie z nią oddał syna Kazimierza do zakonu, a tym samym odsunął go od dziedziczenia. Miało to skłonić Rychezę do porozumienia się z jego starszym bratem).

## Rządy
Wkrótce po przejęciu władzy Bezprym odesłał cesarzowi polskie insygnia koronacyjne. Tym samym zrezygnował z tytułu królewskiego i uznał prymat zachodniego sąsiada. Insygnia osobiście dostarczyła do Niemiec żona Mieszka II, królowa Rycheza. W 1031 wraz z dziećmi, Kazimierzem, Gertrudą i jedną córką nieznanego imienia (późniejszą żoną Beli I), opuściła ona kraj. Na dworze cesarza Konrada II została podjęta ze wszystkimi honorami, zezwolono jej również na dalsze używanie królewskiego tytułu. Wyjazd Rychezy, a szczególnie jej syna, był niezwykle korzystny dla Bezpryma, ponieważ przynajmniej tymczasowo eliminował ewentualnego pretendenta do tronu. Również zbiegły Mieszko nie stanowił niebezpieczeństwa, ponieważ został uwięziony i wykastrowany przez księcia czeskiego Oldrzycha.
Pozostawała natomiast zapewne liczna grupa zwolenników dawnego władcy. Przypuszcza się, że Bezprym rozpoczął jej krwawe prześladowania. Wielu przedstawicieli elit społecznych zmuszonych zostało w efekcie do ucieczki. Według źródeł część z nich schroniła się na Mazowszu. Być może wśród ofiar represji znaleźli się dwaj biskupi, których śmierć zapisano pod datą 1032 w roczniku kapitulnym krakowskim: Roman i Lambert. Brutalna walka z opozycją mogła doprowadzić do wyżej już wspomnianej tzw. reakcji pogańskiej. Prawdopodobnie doszło do ludowych wystąpień przeciwko możnym, władzy, i utożsamianemu z aparatem państwowym Kościołowi. Współczesna historiografia umieszcza bunty w latach 1031–1032, czyli w okresie rządów Bezpryma. Reakcja miała nie tylko tło religijne, ale i społeczne. Była odbiciem nadwyrężenia ekonomicznego państwa wywołanego przez agresywną politykę Bolesława Chrobrego i mniej udane rządy Mieszka II. Porażki w walkach na zachodzie z tego okresu, odcięły bowiem podstawowe źródło utrzymania drużyny książęcej, czyli łupy. W efekcie, koszty istnienia rozbudowanej armii, spadły zapewne na ludność państwa. Dodatkowo niezadowolenie musiały wywoływać niszczycielskie przemarsze obcych wojsk.
W starszej historiografii można spotkać dziś powszechnie odrzucaną koncepcję zakładającą istnienie tzw. Bolesława Zapomnianego (rzekomego następcy Mieszka II), która skłaniała historyków (m.in. Romana Grodeckiego) do przenoszenia reakcji pogańskiej i zaburzeń społecznych na okres po 1034 roku.
Rządy Bezpryma ostatecznie doprowadziły do zachwiania struktur państwowych i podważenia autorytetu władzy. Nie trwały one długo, a powodem ich upadku miało być okrucieństwo nowego księcia. Według Roczników hildesheimskich Bezprym został zamordowany „przez swoich” nie później niż wiosną 1032. Inspiratorami morderstwa mieli być jego bracia, a przede wszystkim pozostający na wolności Otto.
Być może w czasach rządów Bezpryma została wydzielona Ottonowi Bolesławowiczowi jakaś dzielnica.
Brakuje informacji o żonie lub potomstwie Bezpryma. Nieznane jest także miejsce jego pochówku.

## Konsekwencje rządów
Państwo w wyniku działań Bezpryma zostało znacznie osłabione. Po jego śmierci doszło do podziału kraju na trzy części: pomiędzy Mieszka II, Ottona i Dytryka. Upadł autorytet władzy, co mogło przyczynić się także do późniejszych wystąpień przeciwko Kazimierzowi Odnowicielowi. Zwiększył się znacznie wpływ cesarstwa na sprawy polskie. Władca niemiecki miał swój udział w zdobyciu tronu przez Bezpryma, następnie wpływał na odzyskanie władzy przez Mieszka i Kazimierza Odnowiciela. Polska utraciła też na prawie pół wieku status królestwa.

## Genealogia
| Mieszko I ur. w okr. 922–945 zm. 25 V 992 | Mieszko I ur. w okr. 922–945 zm. 25 V 992 |                                           |                                           | Dobrawa ur. ok. 930 zm. 977 | Dobrawa ur. ok. 930 zm. 977 |  |  | NN ur. ? zm. ? | NN ur. ? zm. ? |                  |                  | NN ur. ? zm. ? | NN ur. ? zm. ? |
|                                           |                                           |                                           |                                           |                             |                             |  |  |                |                |                  |                  |                |                |
|                                           |                                           |                                           |                                           |                             |                             |  |  |                |                |                  |                  |                |                |
|                                           |                                           | Bolesław I Chrobry ur. 967 zm. 17 VI 1025 | Bolesław I Chrobry ur. 967 zm. 17 VI 1025 |                             |                             |  |  |                |                | NN ur. ? zm. 997 | NN ur. ? zm. 997 |                |                |
|                                           |                                           |                                           |                                           |                             |                             |  |  |                |                |                  |                  |                |                |
|                                           |                                           |                                           |                                           |                             |                             |  |  |                |                |                  |                  |                |                |
|                                           |                                           |                                           |                                           |                             |                             |  |  |                |                |                  |                  |                |                |

|  |  |  |  | Bezprym (ur. 986 lub 987, zm. 1032) |

## Kronika Galla Anonima
Bezprym jest jedynym władcą Polski, o którym Gall Anonim nie wspomina w swojej kronice. W krótkim rozdziale (I 17) poświęconym Mieszkowi II w ogóle nie zostaje zaznaczona przerwa w jego rządach. Możliwe natomiast, że przedśmiertna wizja Bolesława Chrobrego, którą prezentuje Anonim, odnosi się właśnie do pominiętego przez niego kryzysu państwowego. We wspomnianej wizji Chrobry stwierdza: Biada, biada! już jakby w niejasnym odbiciu widzę potomstwo królewskie błąkające się na wygnaniu i błagające o miłosierdzie wrogów, których ja nogami podeptałem!